# 克魯斯特皮爾斯城堡

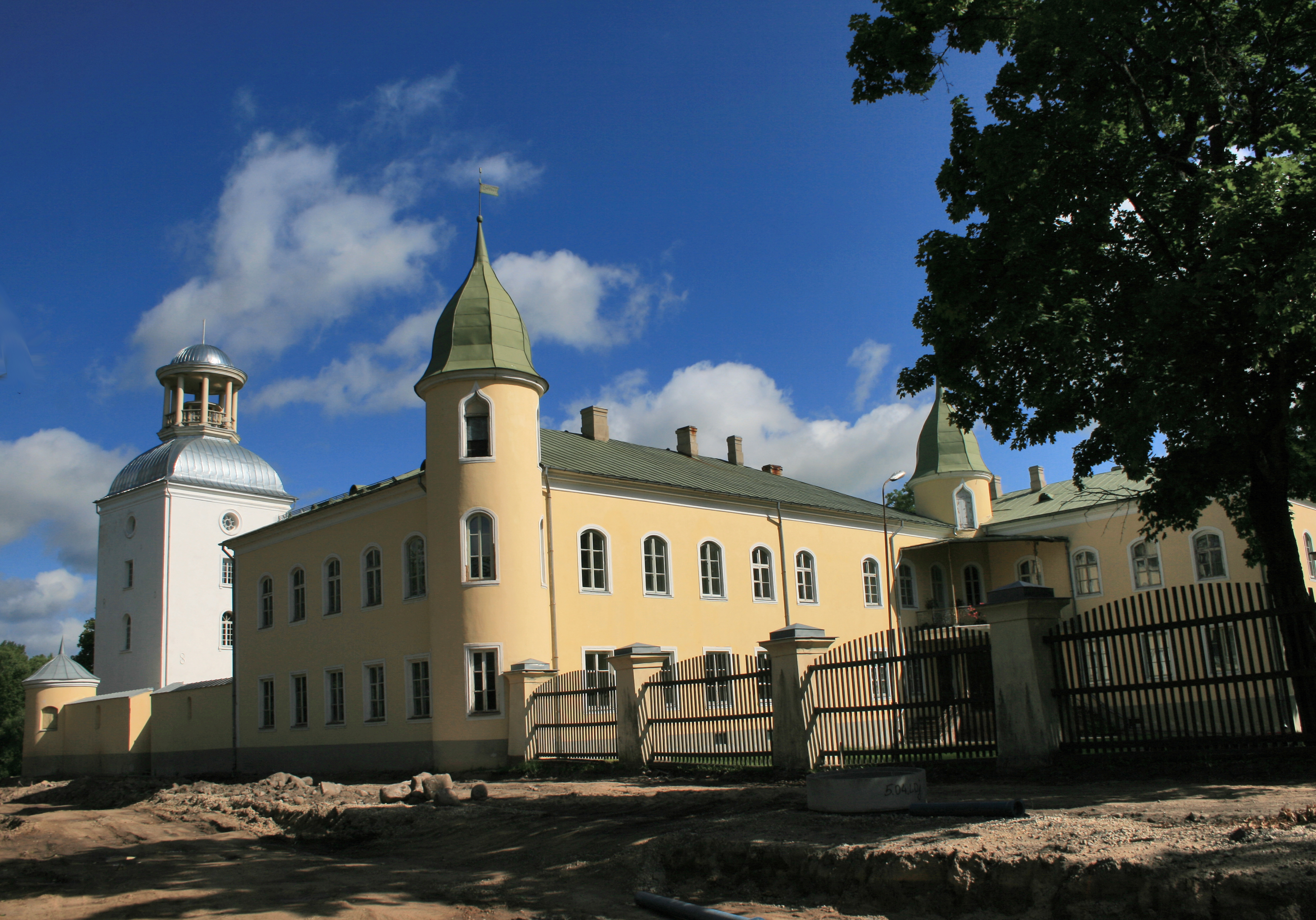

克魯斯特皮爾斯城堡是拉脫維亞的一座城堡，位於葉卡布皮爾斯。這座城堡是拉脫維亞中世紀城堡中保存狀態最好的城堡之一。現為葉卡布皮爾斯歷史博物館。

## 外部連結
- Full history of Krustpils castle （页面存档备份，存于）
- 维基共享资源上的相關多媒體資源：克魯斯特皮爾斯城堡